# ジャスティン・ハートリー
ジャスティン・スコット・ハートリー（Justin Scott Hartley, 1977年1月29日 - ）は、アメリカ合衆国の俳優。代表作はテレビシリーズ『ヤング・スーパーマン』のグリーンアロー（オリバー・クイーン）役、および『THIS IS US/ディス・イズ・アス』のケヴィン・ピアソン役。

## 人物
2002年12月17日から2006年2月10日まで、w:Passionsでフォックス・クレインを演じた。
2006年、CWテレビジョンネットワークの番組Aquaman( Mercy Reef)で、アクアマンを演じる（ただし、パイロット版がオンラインで入手できるのみ）。
『ヤング・スーパーマン』には、グリーンアローこと億万長者オリバー・クイーン役で2006年（シーズン6）第114話「グリーン・アロー」(Arrow)で初登場。第8シーズン以降はレギュラーメンバー入りし、ファイナルシーズン最終回まで登場した。ただし、グリーンアローを主人公としたテレビドラマ『ARROW/アロー』では、主役はスティーヴン・アメルが演じている。
2016年からはNBCのドラマシリーズ『THIS IS US』でメインキャストのケヴィン・ピアソンを演じている。

## 私生活
2003年、Passionsの共演者のリンゼイ・コーマン と交際を開始する。同年11月13日に2人は結婚。
2004年5月1日に交際1周年で披露宴を開いた。同年7月3日、第1子 Isabella Justiceをもうけたが、2012年離婚。

## 出演作品
| 映画         | 映画                                                            | 映画                                         | 映画                                                                                       | 映画                          |
| 公開年       | 作品名                                                          | 役名                                         | 備考                                                                                       | 吹替                          |
| ------------ | --------------------------------------------------------------- | -------------------------------------------- | ------------------------------------------------------------------------------------------ | ----------------------------- |
| 2005         | Race You to the Bottom                                          | ジョー                                       |                                                                                            | N/A                           |
| 2007         | Spellbound                                                      | ダニー                                       | テレビ映画                                                                                 | N/A                           |
| 2008         | Austin Golden Hour                                              | Rhett Clark                                  | テレビ映画                                                                                 | N/A                           |
| 2008         | デッド・キャニオン Red Canyon                                   | トム                                         | テレビ映画                                                                                 | （吹き替え版なし）            |
| 2009         | スプリング・ブレイクダウン Spring Breakdown                     | トッド                                       | オリジナルビデオ                                                                           | （吹き替え版なし）            |
| 2009         | A Way with Murder                                               | Ted Rawlings                                 |                                                                                            | N/A                           |
| 2009         | ディープ・コア2010 Megafault                                    | ダン・レイン                                 | テレビ映画                                                                                 | 三上哲                        |
| 2017         | バッド・ママのクリスマス A Bad Moms Christmas                   | タイ                                         | 日本劇場未公開                                                                             | 藤井啓輔                      |
| 2018         | アナザー・タイム Another Time                                   | エリック                                     | 兼製作総指揮 日本劇場未公開                                                                | （吹き替え版なし）            |
| 2019         | リトル Little                                                   | ゲイリー・マーシャル                         | 日本劇場未公開                                                                             | 小林親弘                      |
| 2019         | ジェクシー! スマホを変えただけなのに Jexi                       | ブロディ                                     |                                                                                            | 小野大輔                      |
| 2020         | ザ・ハント The Hunt                                             | トラッカー                                   | クレジットなし                                                                             | TBA                           |
| 2021         | The Exchange                                                    | Gary Rothbauer                               |                                                                                            | N/A                           |
| 2021         | Injustice                                                       | カル＝エル / クラーク・ケント / スーパーマン | 声の出演                                                                                   | N/A                           |
| 2022         | シニアイヤー Senior Year                                        | ブレイン                                     | Netflixオリジナル映画                                                                      | 松田修平                      |
| 2022         | ノエルの日記 The Noel Diary                                     | ジェイク・ターナー                           | Netflixオリジナル映画                                                                      | 小松史法                      |
| テレビ番組   |                                                                 |                                              |                                                                                            |                               |
| 放映年       | 番組名                                                          | 役名                                         | 備考                                                                                       | 吹替                          |
| 2006         | Aquaman                                                         | アーサー・カリー / アクアマン                | パイロット                                                                                 | N/A                           |
| 2002-2006    | Passions                                                        | Fox Crane                                    | 6話分出演                                                                                  | N/A                           |
| 2007         | CSI:ニューヨーク CSI: NY                                        | エリオット・ビヴィンズ                       | 『ガラスの心』(Heart of Glass)に出演                                                       |                               |
| 2007         | コールドケース 迷宮事件簿 Cold Case                             | マイク・ディレイニー                         | 第5シーズン『掲示板』 (Justice)出演                                                        |                               |
| 2006-2011    | ヤング・スーパーマン Smallville                                 | オリバー・クイーン / グリーンアロー          | シーズン6でのゲスト出演を経て、 シーズン8〜ファイナルシーズン最終回まで                    | 加瀬康之                      |
| 2011         | CHUCK/チャック Chuck                                            | ウェスリー・スナイダー                       | 第5シーズン第2話『チャック VS ヒゲの賊』 （原題："Chuck Versus the Bearded Bandit"）に出演 |                               |
| 2012         | キャッスル 〜ミステリー作家は事件がお好き Castle                | レジー・スター                               | 第71話『ドッグショー殺人事件』 （原題："An Embarrassment of Bitches"）に出演               |                               |
| 2012         | ハート・オブ・ディクシー ドクターハートの診療日記 Hart of Dixie | ジェシー・キンセラ                           | 第18話"Bachelorettes & Bullets"にゲスト出演                                                |                               |
| 2012-2013    | 恋するインターン Emily Owens, M.D.                              | ウィル・コリンズ                             | 13話分出演                                                                                 | 平川大輔                      |
| 2013         | メル&ジョー 好きなのはあなたでしょ? Melissa & Joey              | ノア・バトラー                               | 第56話 "Fast Times"にゲスト出演                                                            |                               |
| 2013-2014    | リベンジ Revenge                                                | パトリック・オズボーン                       | 12話分出演                                                                                 |                               |
| 2014-2016    | 溺れる女たち 〜ミストレス〜 Mistresses                          | スコット・トロスマン                         | 16話分出演                                                                                 | TBA                           |
| 2016-2022    | THIS IS US/ディス・イズ・アス This Is Us                        | ケヴィン・ピアソン                           | 106話分出演                                                                                | 高橋一生（S1） 小松史法（S2） |
| 2024-        | トラッカー Tracker                                              | コルター・ショウ                             | メインキャスト 兼製作総指揮                                                                | （吹き替え版なし）            |
| ウェブドラマ |                                                                 |                                              |                                                                                            |                               |
| 公開年       | 作品名                                                          | 役名                                         | 備考                                                                                       | 吹替                          |
| 2008         | GEMINI DIVISION ジェミナイ・ディビジョン Gemini Division        | Nick Korda                                   | 12話分出演                                                                                 | （吹き替え版なし）            |